# مقاطعة فيرونا
مقاطعة فِرونة أو فِرونا أو (نقحرة: فيرونا) (بالإيطالية: Provincia di Verona)‏، مقاطعة شمال إيطاليا في إقليم فِنِيتة، عدد سكانها 860.796 نسمة ومساحتها 3121 كيلومتر مربع وبها 98 مدينة وبلدة وقرية، عاصمتها مدينة فيرونا، يحدها من الشمال إقليم ترينتينو ألتو أديجي عند مقاطعة ترينتو، ومن الشرق مقاطعة فِشِنزة ومقاطعة باذوة، ومن الجنوب مقاطعة رُفيغة ومن الجنوب الغربي إقليم لُمبردية عند مقاطعة منتوة ومقاطعة بريشا.

## أهم المدن والبلدات
|   | المدينة              | الاسم بالإيطالية      | السكان  |
| - | -------------------- | --------------------- | ------- |
| 1 | فيرونا               | Verona                | 259.068 |
| 2 | فيلافرانكا دي فيرونا | Villafranca di Verona | 30.521  |
| 3 | لينياغو              | Legnago               | 25.181  |
| 4 | سان جوفاني لوباتوتو  | San Giovanni Lupatoto | 22.218  |
| 5 | بوسولينغو            | Bussolengo            | 18.834  |
| 6 | سان بونيفاتشو        | San Bonifacio         | 18.810  |

## توأمة
لمقاطعة فيرونا اتفاقيات توأمة مع:
- مقاطعة سرقوسة

## أعلام
- أوزفالدو رودريغيز